# انتفاضة الساحل الألماني عام 1811
انتفاضة الساحل الألماني عام 1811 هي ثورة قام بها العبيد السود في بضعة أجزاء من مستعمرة أورلينز خلال الفترة 8–10 يناير 1811. وقعت تلك الانتفاضة على الضفة الشرقية من نهر المسيسيبي في المناطق التي تُعرف حاليًا بأبرشيات سانت جون وسانت تشالرز وجيفرسون في لويزيانا. رغم أن تلك الانتفاضة كانت أكبر ثورة عبيد في تاريخ الولايات المتحدة، إلا أن المشاركين فيها لم يقتلوا سوى رجلين أبيضين. بينما قُتل 95 رجل أسود إثر اشتباكات العبيد مع الميليشيات وأحكام الإعدام.
احتشدت مجموعة من العبيد يتراوح عددهم بين 64 و125 رجل، وهموا بالفرار من مزارع قصب السكر بالقرب من ما يعرف حاليًا بلابلاس على الساحل الألماني صوب مدينة نيو أورلينز. انضم إليهم المزيد من الرجال في طريقهم. تزعم بعض الروايات أن العدد الكلي للعبيد المشاركين يتراوح بين 200 و500 عبد. وفي خلال مسيرتهم التي استغرقت يومين بطول 20 ميل، أضرم هؤلاء النيران في خمسة بيوت زراعية (مما أدى إلى احتراق ثلاثة منهم بالكامل)، ومطاحن السكر، وبعض المحاصيل. كان مُعظمهم يحمل الأدوات اليدوية كسلاح.
استجاب الرجال البيض لهذا التمرد بتشكيل ميليشيات مسلحة بقيادة المسؤولين عن المستعمرة، وتمكنوا من قتل 40 عبدًا من أصل 45 من العبيد الهاربين في معركة وقعت في 10 يناير دون أي خسائر في الأرواح من جانب الميليشيات. وبعدها طاردوا عدة عبيد آخرين حتى لحقوا بهم وأعدموهم دون محاكمة. وعلى مدار الأسبوعين التاليين قبض المسؤولون والمزارعون البيض على 44 عبدًا آخر، وباشروا بالتحقيق معهم، ثم حاكموهم، ثم أعدموهم وقطعوا رؤوسهم. حُكم على معظمهم بالإعدام شنقًا أو رميًا بالرصاص. ثم نُصّبت رؤوسهم المقطوعة على الرماح لترويع بقية العبيد.
عقد تحالف تاريخ الأمريكيين الأفارقة في لويزيانا مناسبة لإحياء ذكرى هذا الحادث في شهر يناير من كل عام منذ عام 1995، وشارك فيه أحفاد المشاركين في تلك الثورة.

## خلفية
ازدهرت صناعة السكر في المنطقة التي عُرفت آنذاك بالساحل الألماني في لويزيانا (نسبةً للمهاجرين الألمان الذين استوطنوا تلك المنطقة في عقد 1720) بعد فترة قصيرة من حرب الاستقلال الأمريكية، في الوقت الذي كانت إسبانيا تسيطر على نيو أورلينز. وفي عقد 1780 أسس العبد الهارب، جان سانت مالو، مستعمرة مُكونة من مجموعة من العبيد الهاربين في المستنقعات الواقعة أسفل نيو أورلينز، مما دفع المسؤولين الإسبان إلى إرسال ميليشيات مسلحة للقبض عليه وإعدامه. تُوج سانت مالو بطلًا شعبيًا بعد إعدامه في نيو أورلينز في 19 يونيو 1784. وبعدها بعقد من الزمن، في أوج الثورة الفرنسية، اكتشف الإسبان مؤامرة يخطط لها العبيد في أبرشية بوينت كوبي (التي أسسها المستوطنون الفرنسيون عام 1720، وهي واقعة بين ناتشيز ونيو أورلينز). تمكن الإسبان من إخماد الثورة التي خطط لها العبيد في أيام عطلة عيد الفصح قبل أن تندلع من الأساس، وتلاها إعدام 23 عبدًا بالشنق (ثم أُلقيت رؤوس العبيد المقطوعة على الطريق المؤدي لنيو أورلينز)، وعاقبوا 31 عبدًا آخر بالجلد وأرسلوهم للقيام بالأعمال الشاقة في مستوطنات إسبانية أخرى.
بعد انقضاء ثورة العبيد الهايتية، سعى المزارعون الأوروبيون إلى إنشاء المزيد من مزارع قصب السكر المربحة في ساحل الخليج، مما أدى إلى توطين عدد كبير من العبيد في مساحة صغيرة من الأرض. تحولت مزارع المنطقة من زراعة القطن والنيلة إلى زراعة قصب السكر، وبحلول عام 1802 أقام المزارعون 70 مزرعة قصب سكر تنتج ما يزيد عن 3,000 طن من السكر سنويًا. ورغم ذلك كرر المزارعون معاملة العبيد بنفس المعاملة الوحشية التي أدت إلى انتفاضات عديدة في هايتي – إذ أن الأرباح الطائلة التي جناها المزارعون كانت على حساب إجبار العبيد على العمل لساعات أكثر ومعاقبتهم بطريقة أكثر وحشية، حتى أصبح متوسط أعمار العبيد في هايتي أقصر من أعمار أي عبيد آخرين في أمريكا الشمالية. تزعم بعض الروايات أن نسبة العبيد السود إلى الرجال البيض كانت كنسبة خمسة إلى واحد بحلول عام 1810، وأن ما يقرب من 90% من الرجال البيض كانوا ملاك عبيد. ومن الراجح أن نصف هؤلاء العبيد على الأقل وُلد خارج لويزيانا، وأن أكثرهم نشأ في أفريقيا حيث أقامت البلاد الأوروبية المختلفة عدة مواقع لتجارة العبيد، ولا سيما في الكونغو التي فتكت بها الحروب الأهلية.
عقب إتمام صفقة لويزيانا بين الولايات المتحدة وفرنسا في عام 1803، رفض كلٌ من ماركيز دي لافاييت وجيمس مونرو أن يتولى منصب حاكم الأراضي. ولذا لم يجد الرئيس توماس جيفرسون مفرًا من تعيين زميله من فيرجينيا، ويليام تشارلز كول كليبورن، حاكمًا لمستعمرة لويزيانا لفترة مؤقتة فور وصوله إلى نيو أورلينز وبرفقته 350 متطوع وثمانية عشر زورقًا. واجه كليبورن صعوبة في التعامل مع سكان المنطقة التي اتسمت بالتنوع العرقي، لا سيما وأنه لم يكن يتحدث الفرنسية أو الإسبانية. وعلاوة على ذلك، اشتملت تلك المنطقة على أكبر نسبة من العبيد الأفارقة مقارنةً بأي مكان آخر في الولايات المتحدة، ناهيك عن تزايد عدد السكان المتحدثين بالفرنسية وشعب الكريول متنوع الأعراق بدرجة ملحوظة بعد قدوم العبيد اللاجئين من هايتي (وعدة مناطق آخرى) بعد نجاح ثورة العبيد في هايتي. لم يكن كليبورن معتادًا على تنظيم مجتمع يحتوي عددًا كبيرًا من الأشخاص الملونين الأحرار كحال لويزيانا، ورغم ذلك سعى كليبورن إلى استكمال دور الميليشيا التي تأسست تحت الحكم الإسباني.
اشتكى سكان الكريول القدامى في لويزيانا إلى العاصمة واشنطن عن سياسات كليبورن، وقدوم المستوطنين الأمريكيين الجدد إلى تلك الأراضي، وأعربوا عن رفضهم لخطة جيفرسون لتحفيز 30,000 مواطن أمريكي على استيطان الأراضي الجديدة عن طريق المال، ودمجهم مع السكان القدامى. وفي عام 1805 اتجه وفد من لويزيانا بقيادة جان نويل دسترهان إلى واشنطن للتعبير عن استيائهم من سياسات الحكومة الاستعمارية المستبدة والمهينة، ولكن الرئيس ماديسون تمسك بموقفه واستمر في تأييد كليبورن الذي كان يشكك بدوره في أمانة المزارعين ووفائهم. وأخيرًا، اشتبه كليبورن في أن الإسبان في فلوريدا الغربية القريبة من لويزيانا يخططون لتحريض العبيد على التمرد. وبذلك نرى أنه كان يواجه صعوبة بالغة في المحافظة على نفوذه.
وبشكل عام تضاعف عدد السكان الأحرار السود إلى ثلاثة أمثال في مستعمرة أورلينز في الفترة بين عام 1803 و1811، حتى وصل عددهم إلى 5,000، منهم ثلاثة آلاف مهاجر قادم من هايتي (عن طريق كوبا) في الفترة 1809–1810. تمتع الأشخاص الملونون ببعض الحقوق في سانتو دومينغو بما يشمل حرية امتلاك العبيد. إلى جانب ذلك، أحضر تجار العبيد ما يقرب من 20,000 عبد أفريقي إلى نيو أورلينز في الفترة بين عام 1790 و1810.
أدت الممرات الملاحية والمنخفضات المائية إلى تيسير التنقل حول نيو أورلينز وبحيرة بوشاتران، ولكنها في نفس الوقت زودت العبيد الهاربين بسبل هروب متعددة ومخابئ يصعب اختراقها. صمدت بعض مستعمرات العبيد الهاربين لمدة أعوام على بعد أميال من نيو أورلينز. تزايدت مخاوف الأمريكيين الأوروبيين من انتفاضات العبيد خصوصًا في ظل انتشار أفكار الحرية التي تبنتها الثورة الفرنسية والثورة الهايتية، وتحديدًا في منطقة لويزيانا. وفي عام 1805 علم الناس بخبر رجل فرنسي متجول يخاطب العبيد الفرنسيين عن الحرية والمساواة والإخاء، ولذلك أسرعوا بالقبض عليه خوفًا من خطره على مصالحهم.